# Malta en los Juegos Olímpicos de Roma 1960
Malta estuvo representada en los Juegos Olímpicos de Roma 1960 por diez deportistas masculinos que compitieron en cuatro deportes.
El portador de la bandera en la ceremonia de apertura fue el nadador Christopher Dowling. El equipo olímpico maltés no obtuvo ninguna medalla en estos Juegos.